# Quae est domestica sede iucundior?
 Quae est domestica sede iucundior?  лат. (изговор: кве ест доместика седе јукундиор). Шта је пријатније од  домаћег огњишта?(Цицерон) 

## Поријекло изреке
Изрекао римски државник и бесједник Цицерон (први вијек п. н. е.).

## Изрека у српском језику
У српском језику се каже:“Своја кућица, своја слободица“

## Тумачење
Човјеку је најпријатније у сопственој кући. То је зато што је кућа човјекова прецизна мјера.

## Још тумачења
Кућа је симбол. „Кућа је средиште свијета, она је слика универзума“. (Традиционална је кинеска кућа (минг танг) четвртаста; отвара се сунцу што излази, а господар гледа према југу као и цар у својој палачи. Средишње постављање конструкције равна се по правилима геомантије. На крвоу је пробушена рупа за димњак, на поду за прихватање кишнице . Тако кроз средиште куће пролази оса која спаја три свијета...) Уз оваква значења,  разумљива је важност куће која се идентификује са слободом, спокојем, миром...